# Oaivvošsuolu
Oaivvošsuolu (enaresamiska), nordsamiska: Uáivušsuálui, är en ö i Finland. Den ligger i sjön Pautujärvi och i kommunen Enare i den ekonomiska regionen Norra Lappland och landskapet Lappland, i den norra delen av landet, 1 000 km norr om huvudstaden Helsingfors. Öns area är 0,9 hektar och dess största längd är 140 meter i sydöst-nordvästlig riktning.